# Ampelocalamus luodianensis
Ampelocalamus luodianensis là một loài thực vật có hoa trong họ Hòa thảo. Loài này được T.P.Yi & R.S.Wang mô tả khoa học đầu tiên năm 1985.